# Otitidae
Famille
Les Otitidae sont une famille d'insectes diptères brachycères de l'infra-ordre des Muscomorpha.
Dans certaines classifications, cette famille est reprise sous le nom d'Ulidiidae.

## Liste des sous-familles
Selon ITIS (18 sept. 2013) :
- sous-famille des Otitinae
- sous-famille des Ulidiinae

## Liste des familles et sous-familles
Selon NCBI (18 sept. 2013) :
- famille des Ulidiidae
  - sous-famille des Otitinae
  - sous-famille des Ulidiinae